# 杰基·菲尔茨
杰基·菲尔茨（英語：Jackie Fields，1908年2月9日—1987年6月3日），美国男子拳击运动员。他曾代表美国参加1924年夏季奥林匹克运动会拳击比赛，获得一枚金牌。他于1987年在拉斯维加斯去世。